# مارك ريكيتس
مارك ريكيتس (بالإنجليزية: Mark Ricketts)‏ (7 أكتوبر 1984 في المملكة المتحدة - ) هو لاعب كرة قدم بريطاني في مركز الدفاع. لعب مع إبسفليت يونايتد وتشارلتون أثلتيك وميلتون كينز دونز ونادي وكينغ.

## وصلات خارجية
- مارك ريكيتس على موقع قاعدة بيانات كرة القدم.إي يو (الإنجليزية)
- مارك ريكيتس على موقع Soccerbase.com (لاعب) (الإنجليزية)